# جلين أومالي
جلين أومالي (بالإنجليزية: Glyn O'Malley)‏ هو كاتب مسرحي أمريكي، ولد في 10 أكتوبر 1951، وتوفي في 14 نوفمبر 2006.